# Kanani Danielson
Kanani Danielson (ur. 2 lutego 1990 w Honolulu) – amerykańska siatkarka, grająca na pozycji przyjmującej. Od sezonu 2015/2016 występuje w azerskiej Superlidze, w drużynie Lokomotiv Baku.

## Życie prywatne
W 2008 roku, jak tylko było to możliwe z powodów prawnych, zmieniła swoje nazwisko z Herring na Danielson, aby uczcić ojczyma, Williama Danielsona, gdyż rozpoznaje w nim dobrego człowieka, który ją wychował.

## Sukcesy klubowe
Turniej Kurowashiki:
- 2014

## Nagrody indywidualne
- 2014 – MVP Turnieju Kurowashiki